# Druk Star FC
El Druk Star FC es un equipo de fútbol de Bután que juega en la A-División, la liga de fútbol más importante del país.

## Historia
Fue fundado en el año 2000 en la capital Thimphu y es el segundo equipo más antiguo del país. Ha sido campeón de Liga en 2 ocasiones.
A nivel internacional ha participado en 1 torneo continental, en la Copa Presidente de la AFC del año 2010, donde fue eliminado en la fase de grupos por el HTTU Aşgabat de Turkmenistán y el Yadanabon FC de Birmania.

## Palmarés
- A-División: 2

2001, 2009

## Participación en competiciones de la AFC
- President's Cup: 1 aparición

2010 - 3.º en la fase de grupos

## Entrenadores
- Namgay Kota

## Jugadores destacados
- Karun Gurung